# Centro Termolúdico Caldea

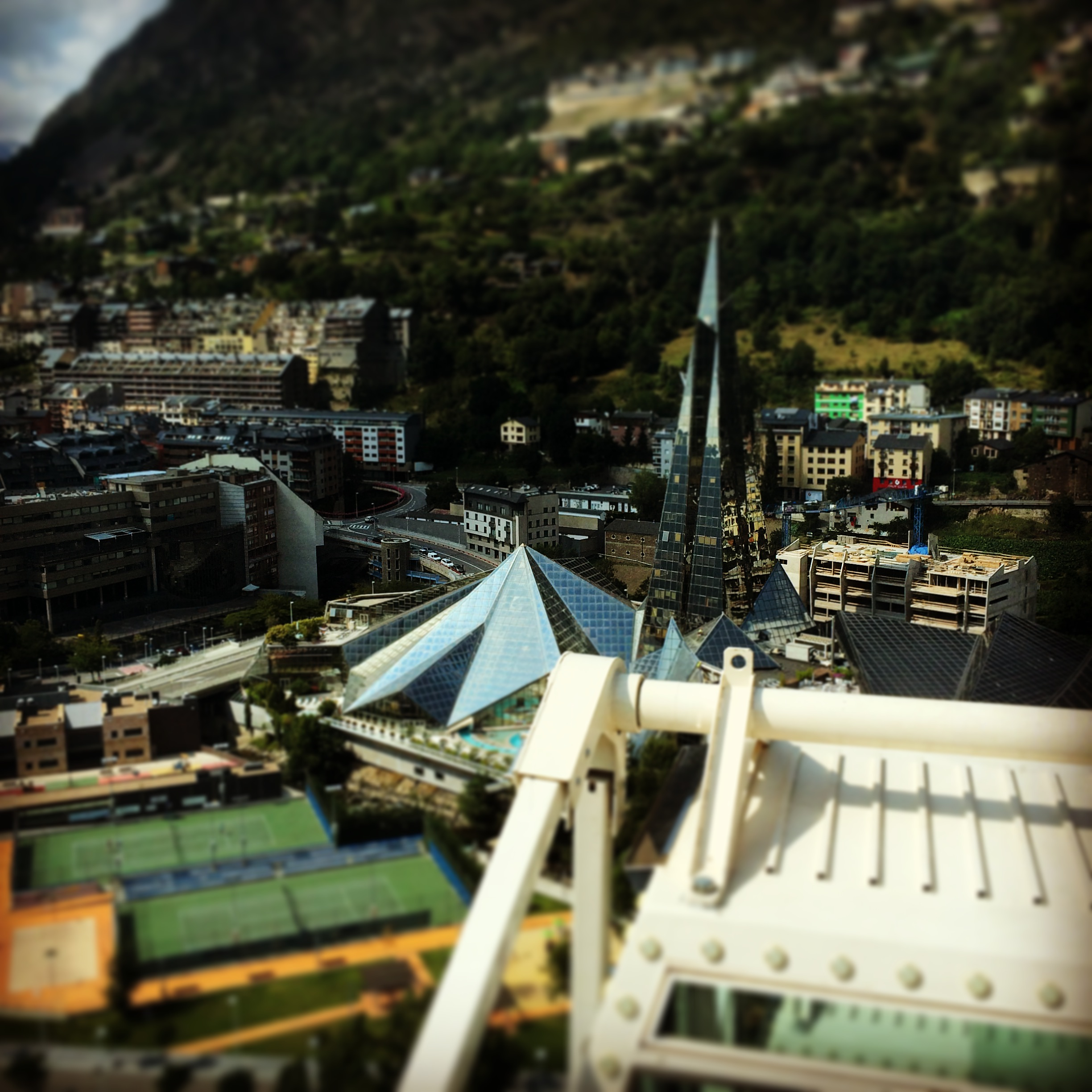
Vista aérea da Caldea

O Centro Termolúdico Caldea é uma estância termal localizada perto do rio Valira, na localidade de Escaldes-Engordany, Andorra.
Criado em 1994, aproveita as propriedades da água termal natural de Escaldes. As fontes termais de águas sulfurosas e azotadas sulfurosas afloram a nordeste da falha que percorre longitudinalmente Andorra e que dão nome à povoação.
O projeto de criação do centro termal e lúdico foi apresentado em 1984, com o centro que aproveitava a água quente natural e se apresentava como "o elemento identificador e central de um desenvolvimento contemporâneo mais diversificado".  Desde 2009, Caldea recebeu mais de 5 milhões de visitantes.